# 马玉槐
马玉槐（1917年—2010年6月7日），男，回族，直隶（今河北）任丘人，中华人民共和国政治人物。

## 生平
1938年3月参加革命。同年9月，加入中国共产党。早年参加青年救国会组织抗日，后担任中共天津市委五市分委副书记兼军事部部长、青县县委书记，北平市外四区区长、回民工作委员会主任。1957年，担任中共宁夏回族自治区工作委员会书记处书记、宁夏回族自治区人民委员会副主席副主席。1979年，调任林业部副部长。